# Dipsy Selolwane
Diphetogo "Dipsy" Selolwane (ur. 27 stycznia 1978 w Gaborone) – piłkarz botswański grający na pozycji ofensywnego pomocnika lub napastnika.

## Kariera klubowa
Karierę piłkarską Selolwane rozpoczął w klubie Gaborone United. W jego barwach zadebiutował w 1997 roku w botswańskiej Premier League. W klubie tym występował do 2000 roku.
W 2000 roku Selolwane wyjechał do Stanów Zjednoczonych i przez dwa lata występował w drużynie uniwersyteckiej St. Louis Billikens Uniwersytetu w Saint Louis. W 2001 roku przeszedł do duńskiego Vejle BK. 28 kwietnia 2002 zadebiutował w Superligaen w zremisowanym 1:1 domowym meczu z Odense BK. W Vejle grał do lata 2002.
Jesienią 2002 Selolwane wrócił do Stanów Zjednoczonych i został wybrany w drafcie Major League Soccer do Chicago Fire. W MLS swój debiut zanotował 22 września 2002 w meczu z Columbus Crew (2:1). W 2003 roku dotarł z Chicago Fire do finału MLS Cup. W 2005 roku odszedł do Real Salt Lake, w którym zadebiutował 3 kwietnia 2005 w meczu z New York Red Bulls (0:0).
W 2005 roku Selolwane ponownie zmienił klub i został piłkarzem południowoafrykańskiego Santosu Kapsztad. Po 2 sezonach gry w Santosie odszedł do Jomo Cosmos FC, a na początku 2007 roku został piłkarzem Ajaksu Kapsztad. W 2010 roku przeszedł do Supersport United FC. W sezonie 2011/2012 zdobył z nim Puchar RPA. W latach 2012–2014 grał w University of Pretoria FC, w którym zakończył karierę.
| Sezon   | Klub                      | Kraj              | Rozgrywki             | Mecze | Bramki |
| ------- | ------------------------- | ----------------- | --------------------- | ----- | ------ |
| 1997/98 | Gaborone United           | Botswana          | Premier League        | ?     | ?      |
| 1998/99 | Gaborone United           | Botswana          | Premier League        | ?     | ?      |
| 1999/00 | Gaborone United           | Botswana          | Premier League        | ?     | ?      |
| 2000    | St. Louis Billikens       | Stany Zjednoczone | liga uniwersytecka    | ?     | ?      |
| 2001    | St. Louis Billikens       | Stany Zjednoczone | liga uniwersytecka    | ?     | ?      |
| 2001/02 | Vejle BK                  | Dania             | Superligaen           | 5     | 0      |
| 2002    | Chicago Fire              | Stany Zjednoczone | Major League Soccer   | 3     | 0      |
| 2003    | Chicago Fire              | Stany Zjednoczone | Major League Soccer   | 5     | 1      |
| 2004    | Chicago Fire              | Stany Zjednoczone | Major League Soccer   | 19    | 2      |
| 2005    | Real Salt Lake            | Stany Zjednoczone | Major League Soccer   | 8     | 0      |
| 2005/06 | Santos FC                 | Południowa Afryka | Premier Soccer League | 20    | 11     |
| 2006/07 | Santos FC                 | Południowa Afryka | Premier Soccer League | 25    | 2      |
| 2007/08 | Jomo Cosmos FC            | Południowa Afryka | Premier Soccer League | 2     | 0      |
| 2007/08 | Ajax Kapsztad             | Południowa Afryka | Premier Soccer League | 11    | 2      |
| 2008/09 | Ajax Kapsztad             | Południowa Afryka | Premier Soccer League | 27    | 0      |
| 2009/10 | Ajax Kapsztad             | Południowa Afryka | Premier Soccer League | 23    | 6      |
| 2010/11 | Supersport United FC      | Południowa Afryka | Premier Soccer League | 26    | 2      |
| 2011/12 | Supersport United FC      | Południowa Afryka | Premier Soccer League | 13    | 0      |
| 2012/13 | University of Pretoria FC | Południowa Afryka | Premier Soccer League | 21    | 0      |
| 2013/14 | University of Pretoria FC | Południowa Afryka | Premier Soccer League | 15    | 0      |

## Kariera reprezentacyjna
W reprezentacji Botswany Selolwane zadebiutował 10 stycznia 1998 roku w zrmeisowanym 0:0 towarzyskim meczu ze Suazi. W 2012 roku został powołany do kadry na Puchar Narodów Afryki 2012. Od 1998 do 2012 w kadrze narodowej rozegrał 69 meczów i strzelił 18 goli.